# Motpol
Motpol är en högerextrem webbplats lanserad 2006. Sajten började som en bloggportal och har bedrivit opinionsarbete och kulturbevakning från ett konservativt och identitärt perspektiv. Sedan 2015 är Motpol en nättidskrift.

## Historik
Motpol lanserades den 10 juli 2006 som en bloggportal. Drivande var pseudonymer som Anark, Autonom och Oskorei samt Lennart Berg och Daniel Friberg från Nordiska förbundet. Inläggen kretsade kring den nya högern, radikalkonservatism och den traditionella skolan. Inspirerade av den nya högern ville de skapa en motvikt till den nya vänsterns inflytande över kulturen och hämtade inspiration från den italienske kommunisten Antonio Gramsci. Motpol framställde sig till en början som politiskt oberoende, men de mest bemärkta bloggarna började snart beteckna sig som identitärer.
Identitärerna på Motpol var i slutet av 00-talet en vattendelare inom den nationella rörelsen i Sverige. Man hamnade i stundvis hätsk opposition till den äldre rörelse som kretsat kring vit makt-musik och identifikation med Tredje riket. Musikologen Benjamin R. Teitelbaum beskriver i sin bok Lions of the north (s. 49-50) hur detta kulminerar på demonstrationen Folkets marsch 2008, när Svenska motståndsrörelsens Magnus Söderman håller ett "eldigt tal" där han fördömer identitärerna.
Den 23 mars 2015 nylanserades Motpol som en nättidskrift istället för bloggportal, med Daniel Friberg som chefredaktör. Den 1 oktober 2017 tog Patrik Ehn över som chefredaktör medan Friberg fortsatte som ordförande och ansvarig utgivare.
År 2015 förekom Motpol i media i samband med striden mellan Sverigedemokraterna (SD) och ungdomsförbundet Sverigedemokratisk ungdom (SDU), en strid som i september 2015 ledde till att SD bröt med sitt ungdomsförbund och uteslöt dess ledarskikt. SD:s riksdagsgruppledare Mattias Karlsson kallade i samband med detta identitärerna med Motpol i spetsen för "neofascister" och menade att dessa hade nästlat sig in i SDU. Mathias Wåg från Researchgruppen, beskrev i en artikel i Aftonbladet hur Motpol tillsammans med SDU deltagit i ett infiltrationsförsök av SD med målet att avsätta partiledaren Jimmie Åkesson. Motpols Daniel Friberg avfärdade i sitt genmäle både att Motpol skulle bestå av nyfascister och att man hade något samarbete med SDU.

## Skribenter i urval
Några av de skribenter som varit knutna till Motpol.
- Joakim Andersen[8]
- Markus Andersson[9]
- Patrik Ehn[10]
- Daniel Friberg[11]
- Henrik Jonasson[12]
- Robin Carell[13]